# Virgin (film)
Pour les articles homonymes, voir Virgin.
Pour plus de détails, voir Fiche technique et Distribution.
Virgin est un film américain réalisé par Deborah Kampmeier, sorti en 2003. 

## Synopsis
Quand une adolescente se retrouve enceinte, sans aucun souvenir d'avoir eu des rapports sexuels, elle en déduit qu'elle porte l'enfant de Dieu.

## Fiche technique
- Titre : Virgin
- Réalisation : Deborah Kampmeier
- Scénario : Deborah Kampmeier
- Photographie :
- Musique :
- Production : Full Moon Films
- Pays d'origine : États-Unis
- Langue d'origine : anglais américain
- Lieux de tournage : Haverstraw, État de New York, États-Unis
- Format : Couleurs
- Durée : 114 minutes (1 h 54)
- Genre : Drame
- Date de sortie :
  -  États-Unis 14 juin 2003

## Distribution
- Elisabeth Moss : Jessie Reynolds
- Daphne Rubin-Vega : Frances
- Robin Wright : madame Reynolds
- Peter Gerety : monsieur Reynolds
- Socorro Santiago (en) : Lorna
- Stephen Brian Jones : le cowboy
- Andrew Thaman : le directeur du journal
- Charles Socarides : Shane
- Patrizia Hernandez : la fille au diner
- Sam Riley : Michael
- Susan Varon : la serveuse
- Stephanie Gatschet : Katie Reynolds
- Robert Berlin : Red
- Tiffany Evans : Parent
- Dolly Williams : la caissière de la pharmacie
- Tom Bruno : l'officier